# Semen Stefanyk
Semen Wasyllowycz Stefanyk (ukr. Стефаник Семен Васильович, ur. 1 marca 1904 we wsi Stecowa w ówczesnych Austro-Węgrzech, zm. 15 marca 1981 we Lwowie) – ukraiński prawnik i polityk, zastępca przewodniczącego Rady Ministrów Ukraińskiej SRR.

## Życiorys
W latach 1925–1930 studiował na Wydziale Prawnym Uniwersytetu Jana Kazimierza we Lwowie, 1927 aresztowany i zwolniony, 1931–1936 pracował jako adwokat w Śniatynie, a 1936–1939 we Lwowie. Od października 1939 do lipca 1941 kierownik biura prawnego obwodowej spółdzielni spożywców, w latach 1941–1943 adwokat, 1944 pracownik naukowy muzeum, od listopada 1944 do 1946 starszy wykładowca prawa kryminalnego Lwowskiego Uniwersytetu Państwowego im. Iwana Franki, od czerwca 1946 do sierpnia 1953 zastępca przewodniczącego Komitetu Wykonawczego Lwowskiej Rady Obwodowej, 1953–1954 zastępca przewodniczącego Rady Ministrów Ukraińskiej SRR. Od 1954 do 17 kwietnia 1969 przewodniczący Komitetu Wykonawczego Lwowskiej Rady Obwodowej (od stycznia 1963 do grudnia 1964: Lwowskiej Wiejskiej Rady Obwodowej), od 19 lutego 1960 do 17 marca 1971 zastępca członka KC KPU, od kwietnia 1969 na emeryturze. Od 1970 do śmierci dyrektor muzeum literatury im. Iwana Franki we Lwowie. Deputowany do Rady Najwyższej ZSRR 6. kadencji.

## Odznaczenia
- Order Lenina
- Order Rewolucji Październikowej
- Order Czerwonego Sztandaru Pracy

I wiele innych orderów.